# HD 14412
HD 14412，又名CD-26 828，SAO 167697、HR 683，是一颗恒星，视星等为6.34，位于銀經214.47，銀緯-70.41，其B1900.0坐标为赤經2h 14m 29.6s，赤緯-26° -70.41′ 8″。